# فهرست قراردادهای میان‌ایالتی آمریکا
در ایالات متحده آمریکا، یک قرارداد بین‌ایالتی، یک پیمان یا توافق بین دو یا چند ایالت، یا بین ایالت‌ها و هر دولت بیگانه است. اصل نخست قانون اساسی آمریکا(ماده ۱، بخش ۱۰، بند ۳) مقرر می‌دارد که «هیچ دولتی، بدون موافقت کنگره،... با دولت دیگر یا با یک قدرت خارجی، منعقد نخواهد شد.»
چون زمان موافقت کنگره توسط قانون اساسی مشخص نشده‌است، ممکن است موافقت کنگره، پیش یا پس از موافقت ایالت‌ها با یک قرارداد اعلام شود. موفقت شاید صریح باشد اما می‌توان از شرایطی هم استنباط کرد. کنگره همچنین ممکن است شروطی را به عنوان بخشی از تصویب یک توافق‌نامه اِعمال کند. کنگره باید صراحتاً هر قراردادی که به «قدرت ایالتی»(State Power) به ایالت‌ها می‌بخشد را تأیید کند؛ در غیر این صورت، بررسی قرارداد با دولت مرکزی خواهد بود.
بیشترِ نخستین قراردادهای میان‌ایالتی، اختلافات مرزی را حل می‌کردند، اما از اوایل قرن بیستم، قراردادها به‌طور فزاینده‌ای به عنوان ابزار همکاری دولتی مورد استفاده قرار گرفته‌اند. در برخی موارد، یک توافقنامه سبب ایجادِ یک «آژانس دولتیِ» (منطقهٔ ویژهٔ) چند ایالتی می‌شود که مسئول مدیریت یا بهبود برخی منابع مشترک مانند بندر یا زیرساخت حمل و نقل عمومی است.
قراردادهای بین ایالتی متمایز از «قوانین یکنواخت» هستند که نهادهای غیردولتی متخصصان حقوقی، به‌طور مستقل از مجلس ایالتی، تهیه و تصویب می‌کنند.

## تاریخچه
معاهدات میان‌ایالتی که بر اساس اصول کنفدراسیون در طول دوره پس از استقلال آمریکا در سال ۱۷۷۶ تا تصویب قانون اساسی کنونی ایالات متحده در سال ۱۷۸۹ به تصویب رسیدند، به‌عنوان قراردادهای میان‌ایالتی شناخته می‌شوند. قراردادهایی مانند معاهده بوفورت که مرز بین جورجیا و کارولینای جنوبی را در سال ۱۷۸۷ تعیین کرد و هنوز هم برقرار است.
تا قبل از سال ۱۹۲۲، بیشتر قراردادهای میان‌ایالتی، یا توافق‌نامه‌های مرزی میان دولت‌ها بودند یا قراردادهای مشورتی؛ که وظیفهٔ دومی، انجام مطالعات مشترک برای گزارش به مجالس ایالتی مربوطه بود. با ایجاد «اداره بندر نیویورک و نیوجرسی» در سال ۱۹۲۲، قراردادهای اداری به عنوان سومین نوع قرارداد میان‌ایالتی آغاز به توسعه کردند که در آن‌ها ساختارهای حاکمیتی پایدار ایالت‌های عضو، وظیفه انجام خدمات تعیین شده را دارند.
امروزه، ویرجینیا با ۴۰ سال عضویت، قدیمی‌ترین ایالتِ عضور در قراردادهای میان‌ایالتی است، در حالی که هاوایی با ۱۵ سال جزو کمترین‌هاست.

## آژانس‌های عملیاتی ساخته شده توسط قراردادهای میان‌ایالتی

### مرزها و اداره زمین/آب
- کمیسیون ماهیگیری دریایی ایالات آتلانتیک (اعضا: مین، نیوهمپشایر، ماساچوست، رود آیلند، کانکتیکات، نیویورک، نیوجرسی، پنسیلوانیا، دلاور، مریلند، ویرجینیا، کارولینای شمالی، کارولینای جنوبی، جورجیا و فلوریدا)[۵]
- کمیسیون رودخانه خرس (آیداهو، یوتا و وایومینگ)
- کمیسیون پارک میان‌ایالتی (اعضا: کنتاکی و ویرجینیا)[۶]
- رودخانه کلرادو (اعضا: کلرادو، نیومکزیکو، یوتا، وایومینگ، نوادا، آریزونا و کالیفرنیا)[۷]
- کمیسیون رودخانه کلمبیا (اورگان و واشینگتن)
- کمیسیون کنترل سیل درهٔ رودخانه کنتیکت (کانکتیکات، ماساچوست، نیوهمپشایر و ورمونت)[۸]
- کمیسیون حوزه رودخانه دلاور (پنسیلوانیا، دلاور، نیوجرسی و نیویورک)[۹]
- اداره بندر رودخانه دلاور(پنسیلوانیا و نیوجرسی)[۱۰]
- اداره رودخانه و خلیج دلاور(دلاور و نیوجرسی)
- کمیسیون دریاچه‌های بزرگ (ایلینوی، ایندیانا، میشیگان، مینه سوتا، نیویورک، اوهایو، پنسیلوانیا و ویسکانسین، به علاوه استان‌های کاناداییِ انتاریو و کبک به عنوان اعضای وابسته)
- کمیسیون ماهیگیری دریایی کشورهای خلیج (آلاباما، فلوریدا، لوئیزیانا، می‌سی‌سی‌پی و تگزاس)
- کمیسیون بین ایالتی حوضه رودخانه پوتوماک (مریلند، ویرجینیای غربی، ویرجینیا، پنسیلوانیا و ناحیه کلمبیا)[۱۱]
- کمیسیون محیط زیست بین ایالتی (کانکتیکات، نیوجرسی و نیویورک)[۱۲]
- کمیسیون قرارداد میان‌ایالتی نفت و گاز
- قرارداد ناقض حیات وحش میان‌ایالتی (همه ایالت‌ها به جز هاوایی و ماساچوست)
- کمیسیون کنترل آلودگی آب بین ایالتی نیوانگلند (کانکتیکات، مین، ماساچوست، نیوهمپشایر، نیویورک، رود آیلند، ورمونت)
- شورای حفاظت و قدرت شمال غربی(اورگان، واشینگتن، مونتانا و آیداهو[۱۳])
- کمیسیون ماهیگیری دریایی ایالات اقیانوس آرام (کالیفرنیا، اورگان، واشینگتن، آیداهو و آلاسکا)
- کمیسیون پارک میان‌ایالتیِ Palisades (نیویورک و نیوجرسی)
- اداره بندر نیویورک و نیوجرسی (نیوجرسی و نیویورک)[۱۴]
- کمیسیون فشرده رودخانه قرمز (آرکانزاس، لوئیزیانا، اوکلاهما و تگزاس)[۱۵]
- کمیسیون حوضه رودخانه سوسقوهنا (پنسیلوانیا، نیویورک و مریلند)
- آژانس برنامه‌ریزی منطقه‌ای تاهو (کالیفرنیا و نوادا)[۱۶]
- کمیسیون ساحلی بندر نیویورک (نیوجرسی و نیویورک)[۱۷]

### حمل و نقل
- آژانس توسعه دوایالتی (میسوری و ایلینوی)
- اداره ترانزیت منطقه شهری واشینگتن (مریلند، ویرجینیا و واشینگتن دی سی)[۱۸]
- کمیسیون حمل و نقل منطقه شهری واشینگتن (مریلند، ویرجینیا و واشینگتن دی سی)[۱۹]
- اداره حمل و نقل منطقه کانزاس‌سیتی (کانزاس و میسوری)
- کمیسیون راه‌آهن مسافری میان‌ایالتی میدوست (ایلینوی، ایندیانا، کانزاس، میشیگان، مینه سوتا، میسوری، نبراسکا، داکوتای شمالی، ویسکانسین)[۲۰]
- قرارداد راه‌آهن سریع‌السیر ویرجینیا-کارولینای شمالی (کارولینای شمالی و ویرجینیا)[۲۱]
- کمیسیون پل عوارضی مشترک رودخانه دلاور (پنسیلوانیا و نیوجرسی)

### بقیه
- قرارداد بین ایالتی در مورد استقرار کودکان (همه ۵۰ ایالت)
- پیمان ایالات غربی (کالیفرنیا، کلرادو، نوادا، اورگان، واشینگتن)[۲۲]
- ناحیه مدرسه میان‌ایالتی ریوندل (نیوهمپشایر، ورمونت)
- کمیسیون بین ایالتی برای نظارت بر مجرمین بزرگسال (همه ایالت‌ها، دو قلمرو، واشینگتن دی سی)[۲۳]
- طرح منطقه‌ای گازهای گلخانه‌ای (کانکتیکات، دلاور، مین، مریلند، ماساچوست، نیوهمپشایر، نیوجرسی، نیویورک، رود آیلند، ورمونت و ویرجینیا)[۲۴][۲۵]
- ناحیه مدرسه درسدن (نیوهمپشایر، ورمونت)
- قرارداد گواهینامه رانندگی (همه ایالت‌ها به جز جورجیا، ماساچوست، تنسی و ویسکانسین)
- شورای چند ایالتی ایالات شرقی (نیویورک، نیوجرسی، پنسیلوانیا، ماساچوست، رود آیلند، کانکتیکات، دلاور)[۲۶]
- کمیسیون آموزش ایالات (همه ایالت‌ها [به جز ایالت واشینگتن]، سه منطقه و واشینگتن دی سی)[۲۷]
- مرکز اطلاعات ثبت الکترونیکی (۳۲ ایالت و واشینگتن دی سی)
- قرارداد کمک مدیریت اضطراری (همه ایالت‌ها، به علاوه واشینگتن دی سی، پورتوریکو و جزایر ویرجین ایالات متحده)
- کمیسیون مالیات چند ایالتی (همه ایالت‌ها به جز دلاور، نوادا و ویرجینیا)
- قرارداد مجوز پرستاری (۳۳ ایالت)[۲۸]
- به رسمیت شناختن قرارداد میان‌ایالتی مجوز پرسنل EMS
- پیمان منطقه‌ای فرمانداران غرب میانه (ایلینوی، ایندیانا، کنتاکی، میشیگان، مینه سوتا، اوهایو، ویسکانسین)

## قراردادهای میان‌ایالتی غیر عامل
- «پیمان میان‌ایالتی رای مردمی ملی» که تا زمانی که ایالت‌های دیگر به این پیمان نپیوندند، اجرایی نخواهد شد.
- پیمان لبنیات میان‌ایالتی شمال شرقی، که در سال ۲۰۰۱ توسط کنگره لغو شد.
- ابتکار آب و هوای حمل و نقل،[۲۵] یک توافقنامه پیشنهادی بین همان ایالت‌ها به عنوان طرح منطقه‌ای گازهای گلخانه‌ای